# Ischnothyreus qianlongae
Ischnothyreus qianlongae là một loài nhện trong họ Oonopidae.
Loài này thuộc chi Ischnothyreus. Ischnothyreus qianlongae được miêu tả năm 2008 bởi Tong & Li.